# Godzilla Junior
 (octobre 2023).
Si vous disposez d'ouvrages ou d'articles de référence ou si vous connaissez des sites web de qualité traitant du thème abordé ici, merci de compléter l'article en donnant les références utiles à sa vérifiabilité et en les liant à la section « Notes et références ».
Godzilla Junior (ゴジラジュニア, Gozirazyunia) est un kaiju qui est apparu en 1993 dans le film Godzilla vs Mechagodzilla 2 et apparaît pour la dernière fois dans le film Godzilla: Final Wars en 2004.
Godzilla Junior est le fils du Godzilla Heisei, qui remplace Minilla de l'ère Showa en tant que Juvenile, bien que celui-ci apparaisse à ses côtés à la fin de la franchise des années plus tard.

## Liste des apparitions
- 1993 : Godzilla vs Mechagodzilla 2 de Takao Okawara
- 1994 : Godzilla vs Space Godzilla de Kensho Yamashita
- 1995 : Godzilla vs Destroyah de Takao Okawara
- 2004 : Godzilla: Final Wars de Ryūhei Kitamura